# Schmucklilien
Schmucklilien (Agapanthus) sind die einzige Pflanzengattung der Unterfamilie der Schmuckliliengewächse (Agapanthoideae) in der Familie Amaryllisgewächse (Amaryllidaceae) innerhalb der Ordnung der Spargelartigen (Asparagales). Der Trivialname Liebesblumen ist die wörtliche Übersetzung des botanischen Gattungsnamens Agapanthus (altgriechisch ἀγάπη agápē „Liebe“ und ἄνθος ánthos „Blüte, Blume“).

## Beschreibung und Ökologie

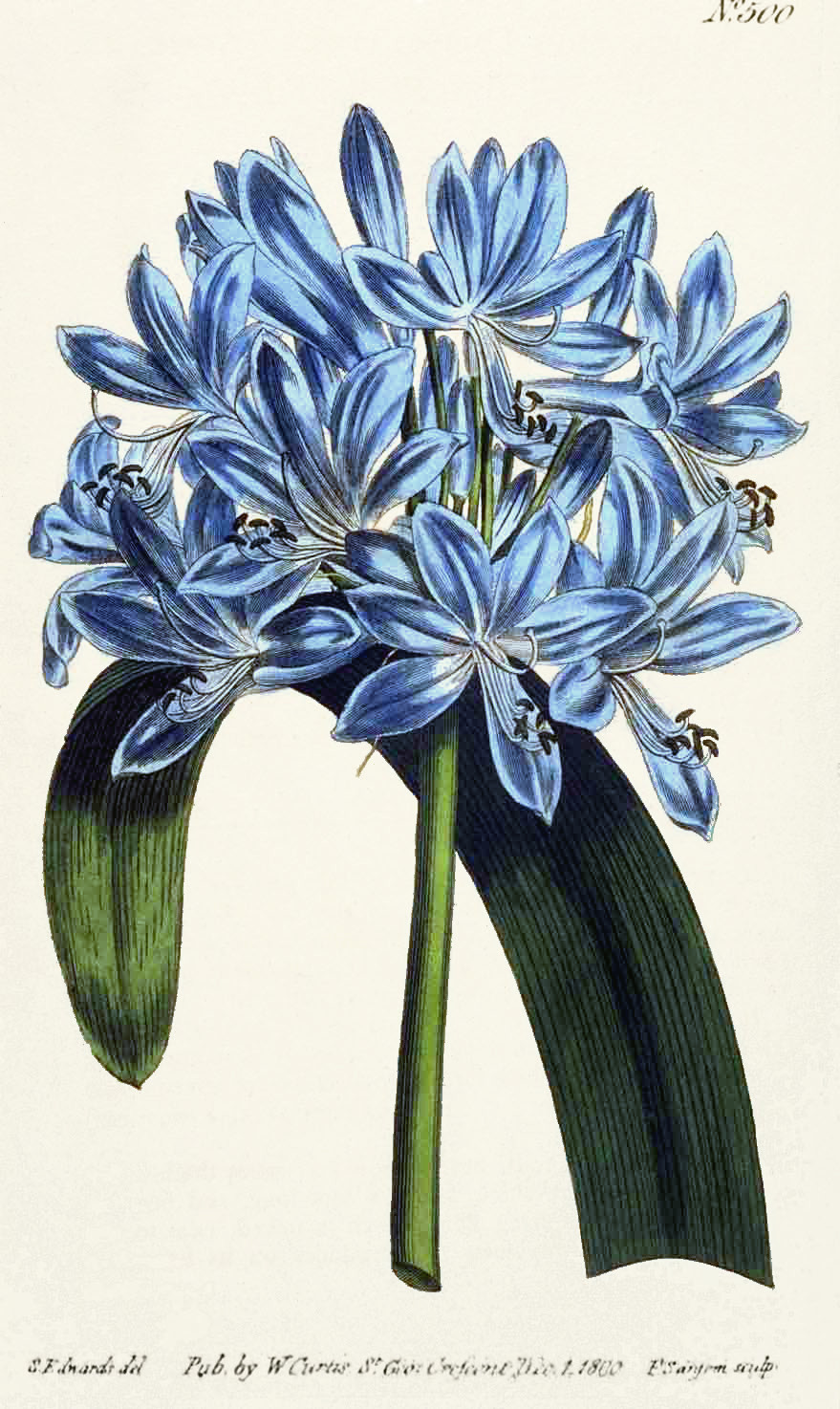
Illustration aus Curtis 1800 der Afrikanischen Schmucklilie (Agapanthus africanus)

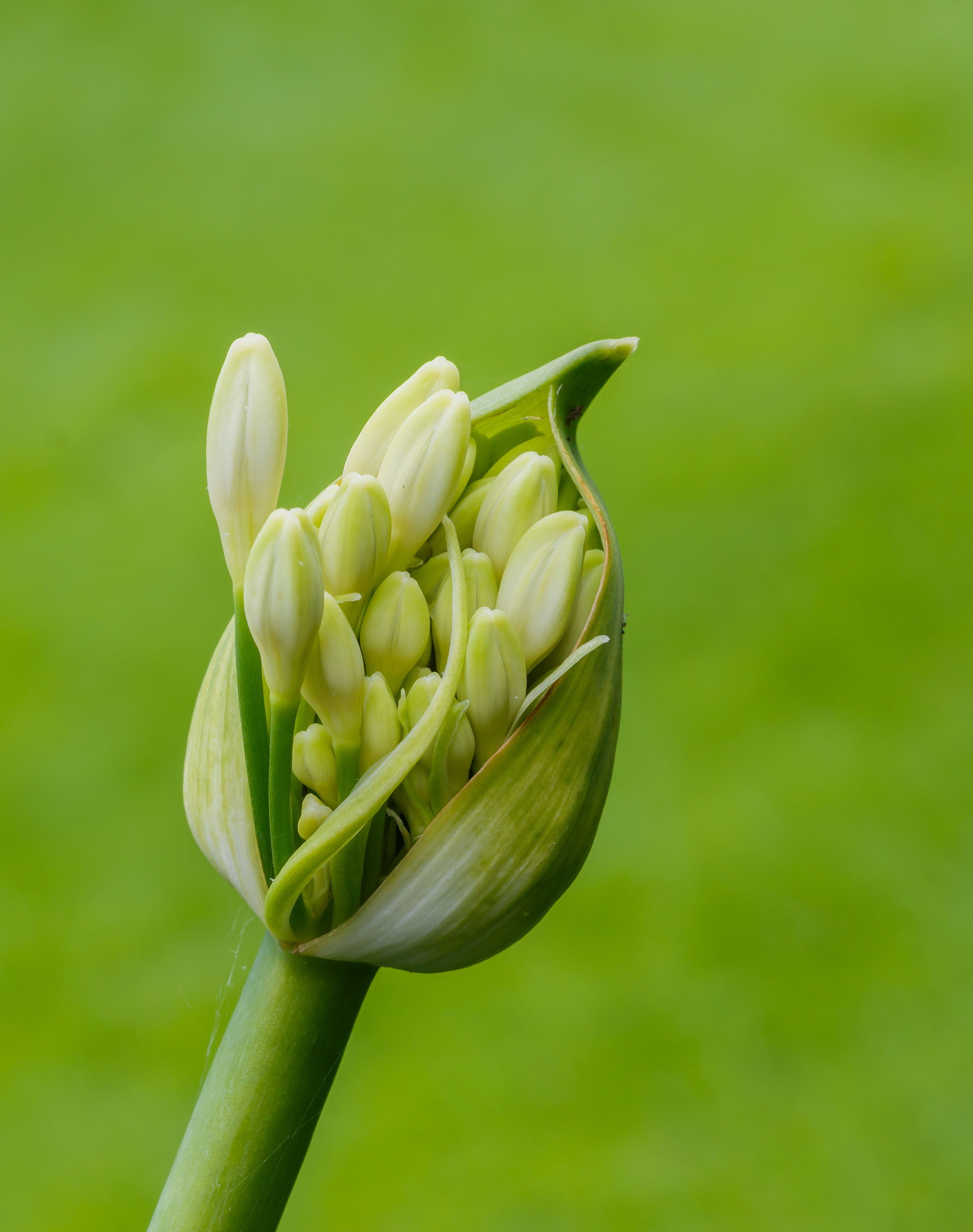
Bei der Agapanthus-Sorte ‘White Heaven’ öffnet sich der knospige Blütenstand, die Hüllblätter sind gut erkennbar

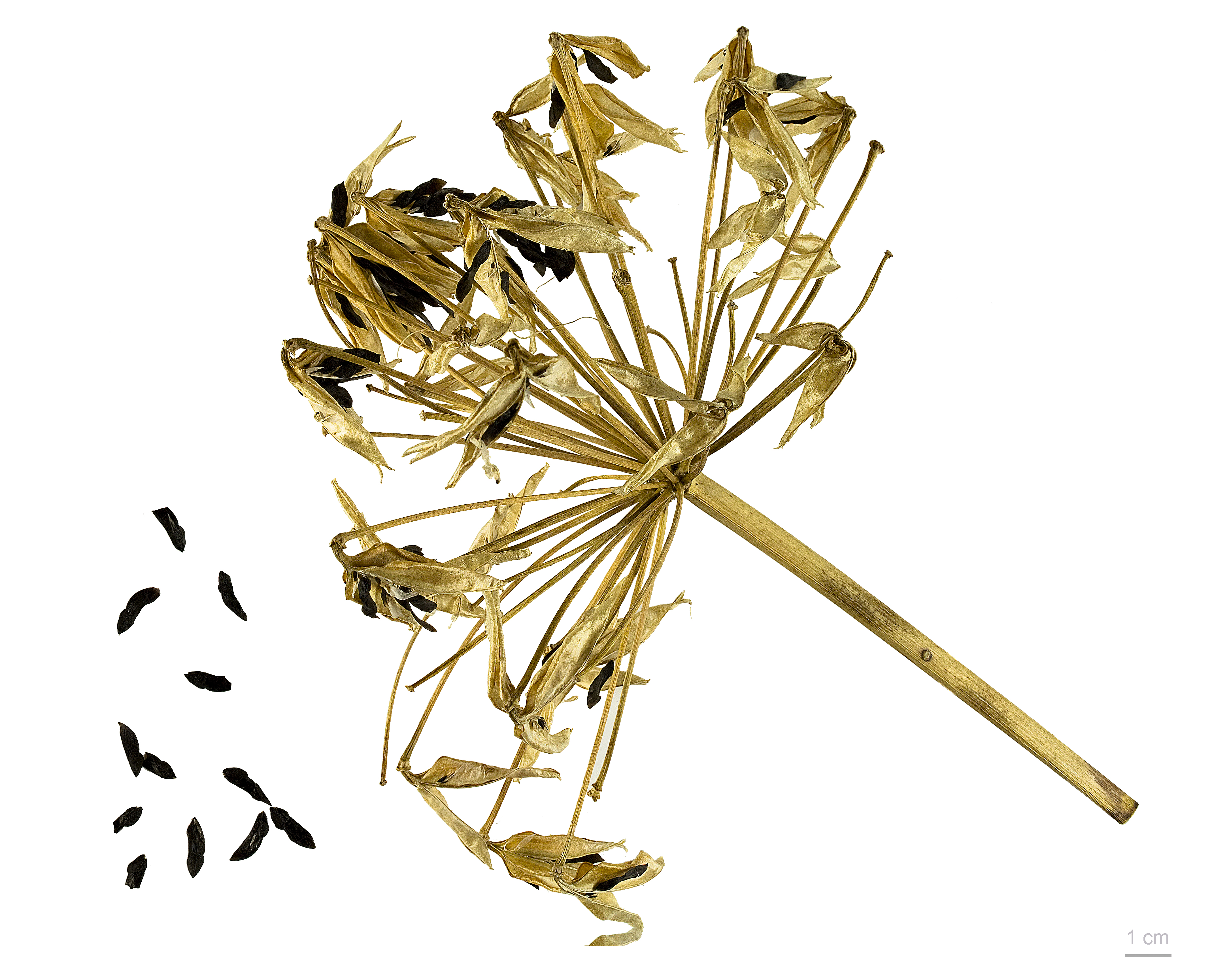
Fruchtstand mit reifen, geöffneten Kapselfrüchten und Samen von Agapanthus praecox

### Erscheinungsbild und Blätter
Agapanthus-Arten sind ausdauernde krautige Pflanzen. Die zwei Arten Agapanthus africanus, Agapanthus praecox sind immergrün und die vier Arten Agapanthus campanulatus, Agapanthus caulescens, Agapanthus coddii, Agapanthus inapertus sind laubabwerfend. Sie bilden Rhizome als Überdauerungsorgane. Die grundständig, wechselständig und mehr oder weniger zweizeilig angeordneten Laubblätter sind einfach, ungestielt und parallelnervig. Der Blattrand ist glatt.

### Blütenstand und Blüten
Der hohle, blattlose Blütenstandsschaft weist eine Länge von 50 bis 100 Zentimetern auf. Der endständige, doldige Gesamtblütenstand ist aus zymösen Teilblütenständen zusammengesetzt, er ist von spathaähnlichen Hüllblättern umgeben und enthält viele Blüten. Die Blütenstiele sind 5 bis 8 Zentimeter lang.
Die zwittrigen Blüten sind dreizählig und radiärsymmetrisch. Die sechs gleichgestaltigen Blütenhüllblätter sind meist blau, violett oder weiß und an ihrer Basis verwachsen. Es sind zwei Kreise mit je drei fertilen Staubblättern vorhanden, die in der Form mehr oder weniger gleich sind. Die Staubfäden sind mit der Basis der Blütenhüllblätter verbunden und untereinander frei. Die Staubbeutel öffnen sich mit einem Längsschlitz. Die drei Fruchtblätter sind zu einem oberständigen, dreikammerigen Fruchtknoten verwachsen. Jede Fruchtknotenkammer enthält 20 bis 50 meist campylotrope oder selten anatrope Samenanlagen. Der Griffel endet in einer kopfigen Narbe. Es sind Septalnektarien vorhanden. Die Bestäubung erfolgt durch Insekten (Entomophilie).

### Früchte und Samen
Die dreifächerigen, lokuliziden Kapselfrüchte enthalten viele (20 bis 100) Samen. Die schwarzen Samen sind ölhaltig.

## Chromosomensätze
Bei den reinen Agapanthus-Arten liegt Diploidie vor, mit einer Chromosomenzahl von 2n = 30.

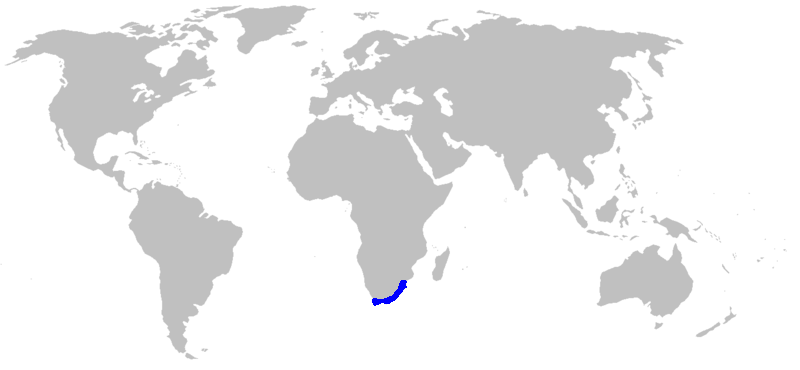
Verbreitungskarte der Gattung Agapanthus

## Systematik und Verbreitung

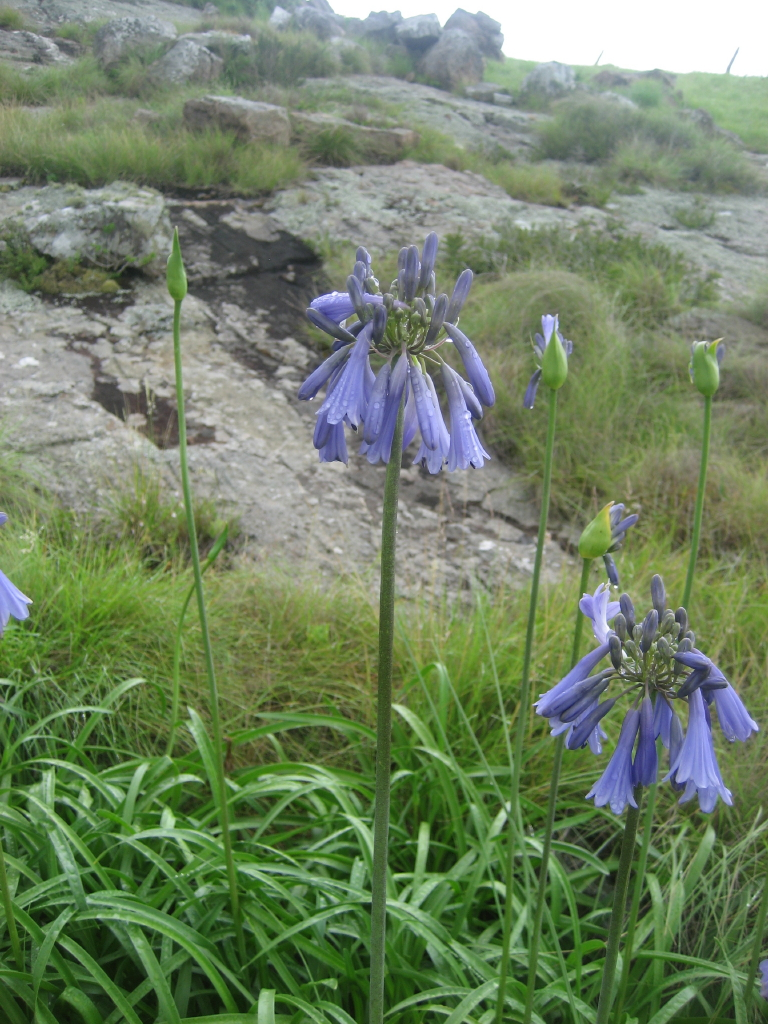
Röhrenblütige Schmucklilie (Agapanthus inapertus)

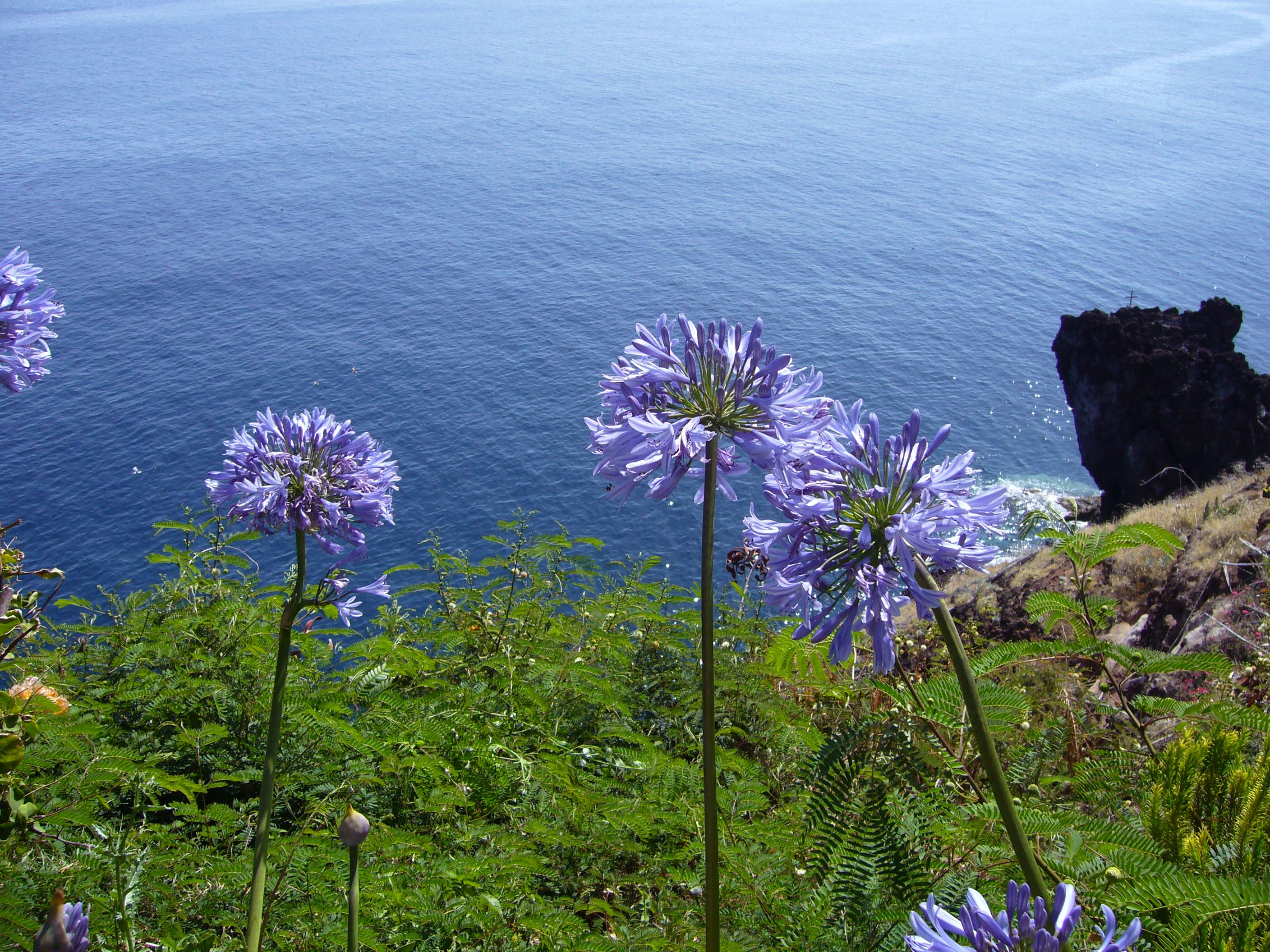
Agapanthus praecox in Madeira

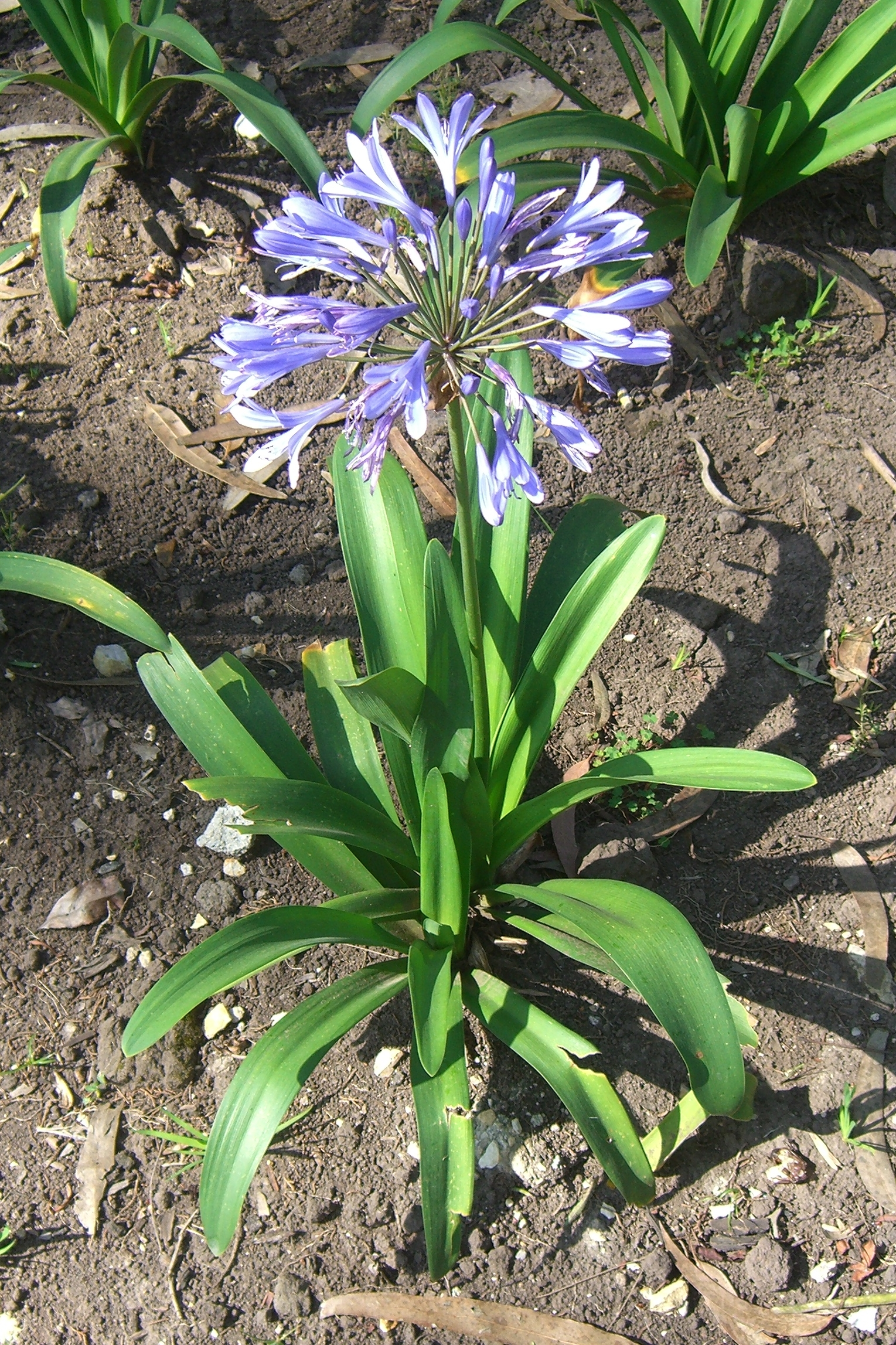
Habitus und Blütenstand von Agapanthus praecox subsp. orientalis

Die Gattung Agapanthus wurde 1788 durch Charles Louis L’Héritier de Brutelle aufgestellt. Synonyme für Agapanthus L’Hér. sind: Tulbaghia Heist. nom. rej., Abumon Adans., Mauhlia Dahl. Der Gattungsname Agapanthus ist von den griechischen Wörtern agapé für Liebe und anthos Blüte abgeleitet.
Ein Synonym für Agapanthoideae Endl. ist Agapanthaceae F.Voigt.
Das Verbreitungsgebiet der Gattung Agapanthus reicht im Südlichen Afrika von Mosambik bis Südafrika. Eine Art ist beispielsweise auf Madeira ein Neophyt.
Nach Snoeijer 2004 werden die von ihm akzeptierten sechs Arten der Gattung Agapanthus in zwei Sektionen (Zonneveld & Duncan 2003) gegliedert:
- Sektion Lilacinipollini Zonn. & G.D.Duncan: Der Pollen ist purpurfarben. Sie enthält 2004 die drei Arten Agapanthus campanulatus, Agapanthus caulescens, Agapanthus coddii.[1]
- Sektion Ochraceipollini Zonn. & G.D.Duncan: Der Pollen ist gelb. Sie enthält 2004 die drei Arten Agapanthus africanus, Agapanthus inapertus, Agapanthus praecox.[1] Hinzu käme Agapanthus walshii falls sie nicht als Unterart von Agapanthus africanus bewertet wird.

Es gibt etwa sieben Agapanthus-Arten (bei manchen Autoren werden auch mehr oder weniger unterschieden):
- Afrikanische Schmucklilie[4] (Agapanthus africanus (L.) Hoffmanns., Syn.: Agapanthus umbellatus L'Hér., Agapanthus tuberosus L. ex Redouté pro syn., Agapanthus minor G.Lodd.): Sie kommt nur in der südafrikanischen Provinz Westkap vor.[3]
- Glockige Schmucklilie[4] (Agapanthus campanulatus F.M.Leight.): Es gibt zwei Unterarten:
  - Agapanthus campanulatus F.M.Leight. subsp. campanulatus: Sie gedeiht in niedrigeren Höhenlagen in Lesotho und in den südafrikanischen Provinzen Ostkap, Free State sowie KwaZulu-Natal.[3]
  - Agapanthus campanulatus subsp. patens (F.M.Leight.) F.M.Leight. (Syn.: Agapanthus patens F.M.Leight.): Sie gedeiht in Höhenlagen bis zu 2400 Metern Lesotho und in den südafrikanischen Provinzen Ostkap, Free State, Gauteng, KwaZulu-Natal, Limpopo sowie Mpumalanga.[3]
- Agapanthus caulescens Spreng.: Es gibt drei Unterarten:
  - Agapanthus caulescens Spreng. subsp. caulescens: Sie kommt in Eswatini vor.
  - Agapanthus caulescens subsp. angustifolius F.M.Leight.: Sie kommt in Eswatini und in den südafrikanischen Provinzen KwaZulu-Natal sowie Mpumalanga vor.[3]
  - Agapanthus caulescens subsp. gracilis (F.M.Leight.) F.M.Leight. (Syn.: Agapanthus gracilis F.M.Leight., Agapanthus nutans F.M.Leight.): Sie ist in den südafrikanischen Provinzen Ostkap, Free State, KwaZulu-Natal, Limpopo sowie Mpumalanga verbreitet.[3]
- Agapanthus coddii F.M.Leight.: Dieser seltene Endemit kommt nur einem sehr kleinen Gebiet in der südafrikanischen Provinz Limpopo vor.[3]
- Röhrenblütige Schmucklilie[4] (Agapanthus inapertus P.Beauv.): Es gibt fünf Unterarten:
  - Agapanthus inapertus subsp. hollandii (F.M.Leight.) F.M.Leight. (Syn.: Agapanthus hollandii F.M.Leight.): Sie kommt nur in der südafrikanischen Provinz Mpumalanga vor.[3]
  - Agapanthus inapertus P.Beauv. subsp. inapertus (Syn.: Agapanthus weilligii H.B.May): Sie kommt in den südafrikanischen Provinzen Limpopo sowie Mpumalanga vor.
  - Agapanthus inapertus subsp. intermedius F.M.Leight. (Syn.: Agapanthus dyeri F.M.Leight.): Sie ist in voneinander isolierten Gebieten im südwestlichen Mosambik (nahe Namaachas) und Eswatini, KwaZulu-Natal, Limpopo sowie Mpumalanga verbreitet.[2][3]
  - Agapanthus inapertus subsp. parviflorus F.M.Leight.: Sie kommt nur in der südafrikanischen Provinz Mpumalanga vor.[3]
  - Agapanthus inapertus subsp. pendulus (L.Bolus) F.M.Leight. (Syn.:Agapanthus pendulus L.Bolus): Sie kommt nur in der südafrikanischen Provinz Mpumalanga vor.[3]
- Agapanthus praecox Willd.: Ihr natürliches Verbreitungsgebiet ist Südafrika; sie ist beispielsweise auf Madeira ein Neophyt. Es gibt drei Unterarten:
  - Agapanthus praecox subsp. minimus (Lindl.) F.M.Leight. (Syn.: Agapanthus umbellatus var. minimus Lindl., Agapanthus longispathus F.M.Leight., Agapanthus comptonii F.M.Leight.): Sie ist in den südafrikanischen Provinzen KwaZulu-Natal, Ost- sowie Westkap verbreitet.[3]
  - Agapanthus praecox subsp. orientalis (F.M.Leight.) F.M.Leight. (Syn.: Agapanthus orientalis F.M.Leight., Agapanthus umbellatus var. maximus Lindl.): Sie ist in den südafrikanischen Provinzen KwaZulu-Natal, Ost- sowie Westkap verbreitet.[3]
  - Agapanthus praecox Willd. subsp. praecox (Syn.: Agapanthus multiflorus Willd., Agapanthus medius Lodd. ex Steud., Agapanthus variegatus Steud., Agapanthus giganteus auct.): Sie ist in den südafrikanischen Provinzen KwaZulu-Natal, Ost- sowie Westkap verbreitet.[3]
- Agapanthus walshii L.Bolus (Syn.: Agapanthus africanus subsp. walshii (L.Bolus) Zonn. & G.D.Duncan): Dieser Endemit kommt nur an höchstens fünf Standorten an Hängen des Elgin-Tales über Sandstein in Westkap vor. Sie wird 2004 als einzige Agapanthus-Art in der Roten Liste der gefährdeten Arten als „Endangered“ = „stark gefährdet“ gefährdet bewertet, da die wenigen Bestände durch Ausdehnung von Siedlungen zurückgehen.[3]

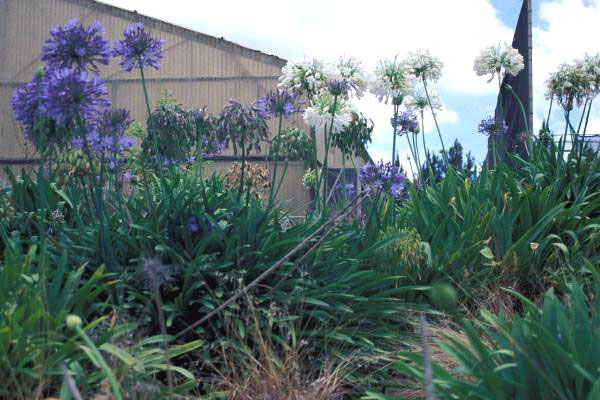
Agapanthus praecox verschiedene Blütenfarben der Praecox-Gruppe

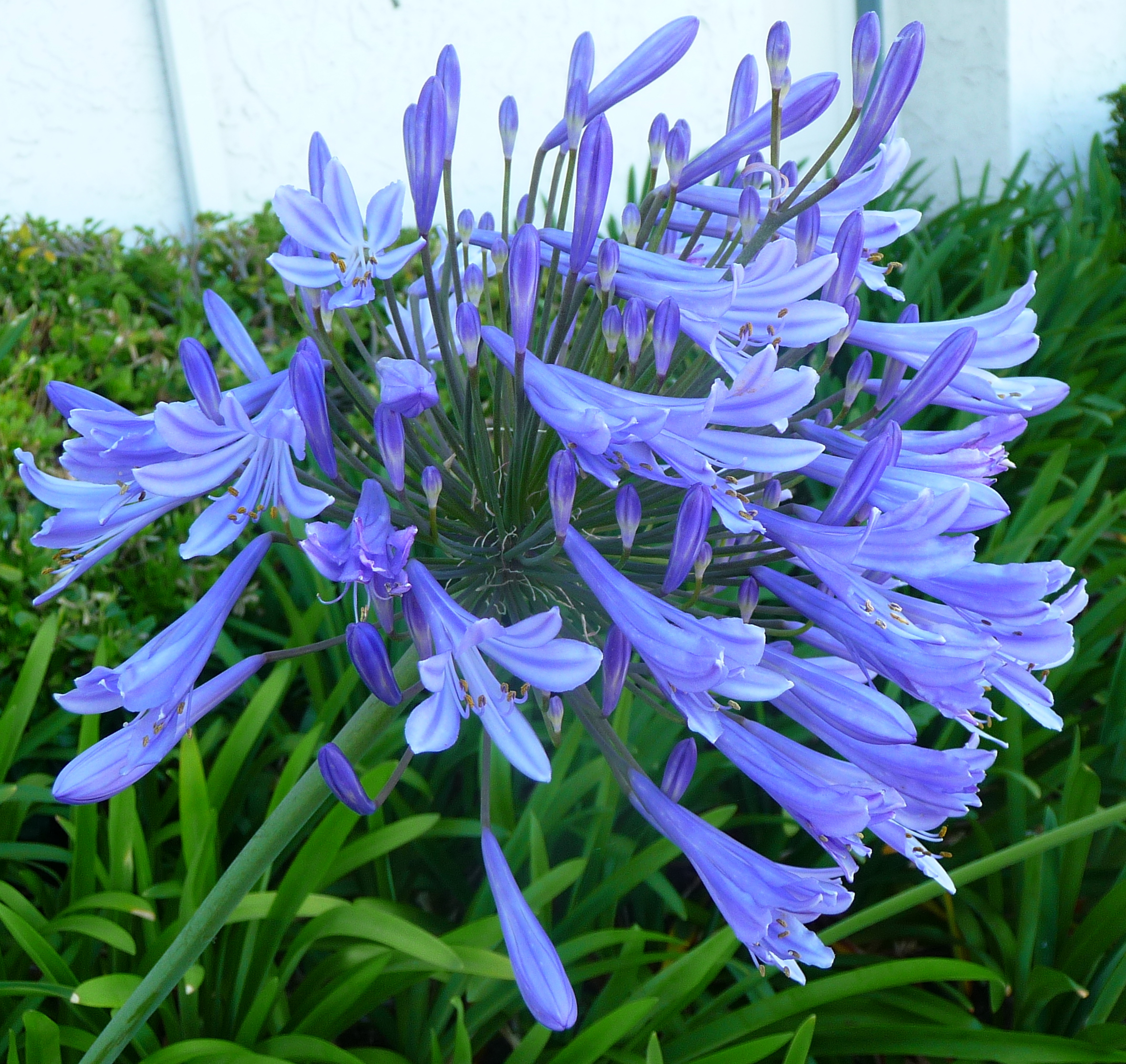
Blütenstand der Sorte ‘Blue Giant’ aus der Praecox-Gruppe

In der Roten Liste der gefährdeten Pflanzenarten Südafrikas werden fast alle Arten und Unterarten als „Least Concern“ = „nicht gefährdet“ bewertet. Eine Art ist zwar selten, aber da der Fundort geschützt ist, gilt sie nicht als bedroht. Nur eine Art wird als „Endangered“ = „stark gefährdet“ gefährdet bewertet. Eine Unterart wird in dieser Liste nicht bewertet, da sie nicht in Südafrika vorkommt.

## Nutzung als Zierpflanze
Die immergrünen Arten sind weniger winterhart als solche, die im Winter zurückgehen, letztere gelten in Großbritannien als winterhart.
Viele Sorten einiger Arten, beispielsweise Agapanthus africanus, Agapanthus campanulatus, Agapanthus inapertus (siehe auch Sortengruppen), werden als Zierpflanzen für Parks, Gärten und Schnittblumen verwendet. Da sie in den gemäßigten Gebieten nicht winterhart sind, werden sie dort als Kübelpflanzen kultiviert. Es gibt viele Hybriden.

### Sorten (Auswahl)
Die gezüchteten Sorten werden je nach botanischer Zugehörigkeit in Gruppen eingeteilt:
- Africanus-Gruppe
- Praecox-Gruppe
- Campanulatus-Gruppe
- Inapertus-Gruppe
- Headburne-Hybriden

Es gibt einige Sorten, die sich als Schnittblumen eignen (hier eine Auswahl in alphabetischer Auflistung ohne Rücksicht auf die botanische Zugehörigkeit zu den einzelnen Arten): ‘Albus’, ‘Blue Giant’, ‘Blue Globe’, ‘Blue Perfection’, ‘Blue Triumphator’, ‘Donau’, ‘Josephine’, ‘Goliath’, ‘Intermedia’, ‘Wolga’.